# Marcellino pane e vino
Marcellino pane e vino (Marcelino pan y vino) è un film del 1955 diretto da Ladislao Vajda.
Il film, presentato in concorso all'8º Festival di Cannes, è tratto dal romanzo di José María Sánchez Silva Marcelino Pan y Vino.
Il protagonista, Pablito Calvo, all'epoca aveva solo sei anni.

## Trama
Spagna, XIX secolo. Nel giorno di san Marcellino, un frate francescano si reca in paese per andare a visitare una bambina gravemente malata, mentre tutto il paese sta salendo la collina per andare al convento sulla tomba di san Marcellino; il frate inizia allora a raccontare la storia del convento e di quest'ultimo.
Finita la sanguinosa guerra tra francesi e spagnoli, tre frati francescani chiedono al sindaco, Don Emilio, di poter riassestare il vecchio castello per riadattarlo a convento; il sindaco dà il consenso e tutta la popolazione aiuta i tre frati nell'intento. Dopo poco tempo il convento è costruito ed inaugurato. Una mattina, il frate portinaio trova alla porta un cestino con dentro un neonato che piange, poiché ha fame e sete; i frati lo battezzano e gli danno il nome di "Marcellino" perché è stato trovato il 13 settembre, giorno dedicato appunto a San Marcellino. I frati vorrebbero affidarlo a qualche famiglia, ma nessuno è in grado di mantenere un altro figlio, viste le condizioni di miseria in cui vive la popolazione. Passano gli anni e Marcellino è un bambino di sei anni robusto e forte e tratta tutti e dodici i frati come padri, assegnandogli anche dei nomignoli in base alla funzione che svolgono (come fra Pappina, fra Malato e fra Din Don), ma sente molto la mancanza di una figura materna, infatti fa ai frati molte domande sulle madri.
Quando il bambino viene portato alla fiera del paese, alla quale, involontariamente, arreca danni, il nuovo sindaco, da sempre contrario all'opera di bene fatta da Don Emilio, decide di emettere uno sfratto ai danni dei frati.
Un giorno, disobbedendo a frate Tommaso, che lui chiama "Fra Pappina", Marcellino trova nella vecchia soffitta un crocifisso. Vedendo il Cristo della Croce molto magro, immagina che abbia fame e decide di portargli soavemente da mangiare e da bere. Avviene il miracolo: il corpo del Cristo crocifisso si anima per ricevere il pasto offerto, rivolgendo anche la parola al bambino che, avendo trovato, nella fretta, solo pane e vino, lo dà comunque a Gesù, che lo soprannomina giocosamente ”Marcellino Pane e Vino“.
Pochi giorni prima dello sfratto, Marcellino va a parlare con Gesù delle madri, esprimendogli il desiderio di vedere sua madre e dopo anche la Madonna, al che Gesù lo fa morire nel sorriso innocente e sereno di un bambino, mandandolo quindi in cielo a conoscere i genitori mentre il crocifisso torna ad essere inanimato. Frate Tommaso, che aveva assistito di nascosto al miracolo, rattristato chiama tutti i frati al cospetto del Signore.
Tutta la gente del paese accorre al miracolo, e così, ogni anno, la popolazione si reca sulla tomba di ”Marcellino Pane e Vino“ in segno di devoto rispetto.

## Produzione
Il film è stato girato nel 1954 nella regione di Castiglia e Lèon, in particolare nei comuni di Salamanca e Segovia.

## Accoglienza

### Incassi
Uscì in Spagna il 24 febbraio 1955 a Madrid. Successivamente il 30 marzo a Barcellona e il 9 aprile a Malaga. In Italia arrivò l'8 settembre 1955 e fu il terzo film per incassi della stagione cinematografica 1955/56 dietro L'amore è una cosa meravigliosa e La donna più bella del mondo.
Marcellino pane e vino detiene ad oggi il ventesimo posto nella classifica dei film italiani più visti di sempre (il film fu infatti co-prodotto con l'Italia, anche se la Spagna fu il paese con produzione maggioritaria) con 11 559 217 spettatori paganti.

### Pubblico e critica
Il grande successo popolare di Marcellino pane e vino, visto nell'ambito «delle opere edificanti e di carattere religioso che avrebbero potuto costituire una continuazione del repertorio teatrale di argomento religioso vissuto fino al periodo prebellico», in Italia fu un'eccezione in quanto il grande pubblico del dopoguerra disertava questo tipo di cinema nonostante l'impegno capillare dei cattolici. La parodia del film Totò e Marcellino, «ispirato a Chaplin (Il monello), la zona del racconto è in bilico tra Dickens e De Amicis con risvolti alla Zavattini», che vede ancora Pablito Calvo nella parte del bambino, è stata stigmatizzata insieme al film parodiato, definito franchista, da Domenico Cammarota.

## Riconoscimenti
- Festival di Berlino
  - 2º premio
- Festival di Cannes
  - Menzione speciale per il piccolo Pablito Calvo
  - Menzione della giuria dell'O.C.I.C.
- Medaglia d'oro C.I.D.A.C. per il miglior film

## Altre opere ispirate al romanzo
- Nel 1958 il protagonista del film Pablito Calvo recitò in un film con Totò che sin dal titolo richiamava al film spagnolo (Totò e Marcellino, diretto da Antonio Musu).
- Nel 1991 Luigi Comencini ha diretto la riedizione del film e insieme a Ennio De Concini ne ha riscritto la sceneggiatura. Le musiche sono di Fiorenzo Carpi.
- Nel 2000 è stato prodotto Marcelino Pan y Vino, un cartone animato di coproduzione internazionale in 26 episodi per la regia di Santiago Moro e Xavier Picard.